# Quetzalcoatl
Quetzalcoatl (Nahuatl Quetzalcōātl = „Quetzalschlange“ bzw. „leuchtende Schwanzfederschlange“; Mayathan bzw. Itzá Kukulcán, Quiché Q'uq'umatz) ist eine synkretistische Gottheit mehrerer mesoamerikanischer Kulturen, darunter der Tolteken, der Azteken und der Maya. Bei dem Gott Tlahuizcalpantecuhtli dürfte es sich um eine besondere Erscheinungsform des Quetzalcoatl handeln.

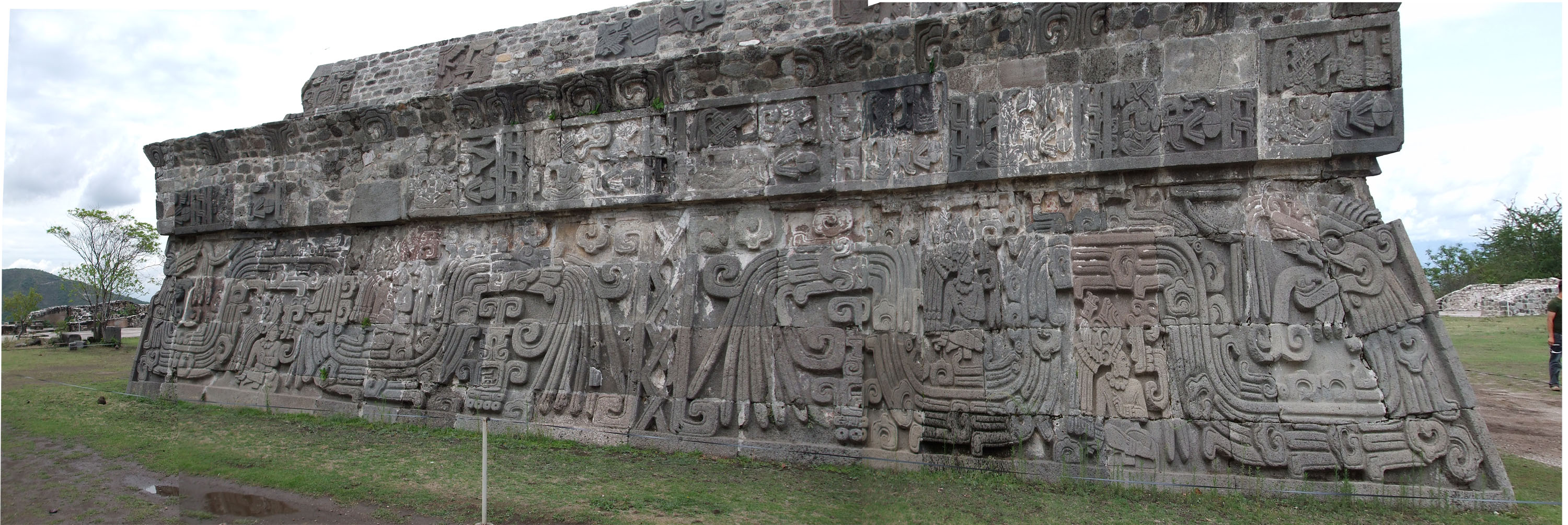
Xochicalco – Tempel der Federschlange

## Gestalt

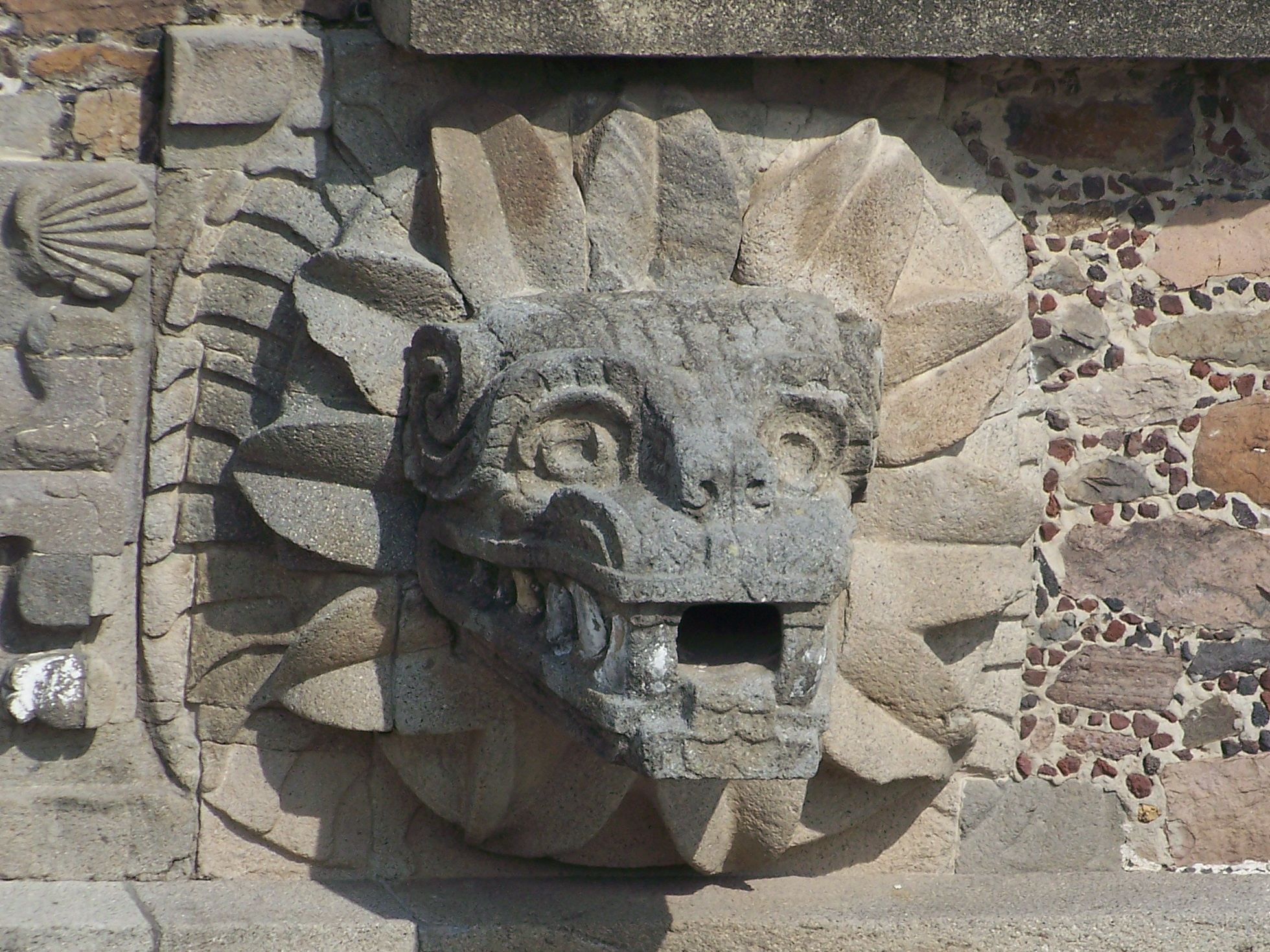
Teotihuacán – Kopf der Federschlange

In den frühen Darstellungen wurde Quetzalcoatl zoomorph, d. h. als große Klapperschlange dargestellt, deren Körper mit den Federn des heiligen Quetzalvogels bedeckt ist – so auf der Stele 19 (um 900 v. Chr.) in der Olmeken-Stadt La Venta. In Teotihuacán wurde eine – später überbaute – Tempelpyramide, deren Fassade über und über mit den Darstellungen einer Federschlange bedeckt ist, nach ihm benannt. Die Fassade der Hauptpyramide von Xochicalco ist ebenfalls von Reliefs einer gefiederten Schlange überzogen.
Die Azteken sahen Quetzalcoatl auch als bärtigen und hellhäutigen Mann; dies bezieht sich wahrscheinlich auf den toltekischen König Ce Acatl, der als Priester des Gottes Quetzalcoatl dessen Namen annahm. In den aztekischen Codices ist er in abstrahiert-menschlicher Weise dargestellt; hier trägt er häufig einen sternförmigen Brustpanzer, der auf den Wandelstern Venus verweist.

## Mythologie

### Toltekische Mythologie
Bei den Tolteken wurde Quetzalcoatl als Haupt- und Schöpfergott verehrt. Der Morgenstern galt als sein Herz. Sein Bruder und Gegner war Tezcatlipoca.

### Aztekische Mythologie
In der aztekischen Mythologie ist Quetzalcoatl der Gott des Windes, des Himmels, der Erde und ein Schöpfergott. Er symbolisiert den Ozean. In Teotihuacán wurde er früh als Naturgott verehrt (Tempel des Quetzalcoatl). Sein wichtigstes Heiligtum lag in Cholula. Er galt als Herrscher des zweiten Weltzeitalters.
Eine Überlieferung besagte, Quetzalcoatl hätte bei seiner Einschiffung und Abreise nach dem geheimnisvollen Tlapallan verkündet, dereinst über den Atlantischen Ozean mit seinem Gefolge zurückzukehren, um sein Reich wieder in Besitz zu nehmen. Dies wird als einer der Gründe angegeben, weshalb im 16. Jahrhundert der Herrscher Moctezuma II. den spanischen Eroberern unter Hernán Cortés nur zögerlich Widerstand entgegensetzte: Er habe nicht ausschließen können, es mit den Gesandten des Gottes zu tun zu haben. In der neueren Forschung wird diese Erklärung als Geschichtsmythos gedeutet, der auf spanische Rechtfertigungsabsichten zurückzuführen sei. Hernán Cortés hatte nämlich keine Erlaubnis, das Gebiet des heutigen Mexikos zu erobern, sondern sein Auftrag bestand in der Erkundung. Da der Eroberer deshalb von einem spanischen Gericht angeklagt wurde, schrieb er einen Brief an den Kaiser, in dem er davon berichtete, dass die Azteken ihr Reich schon an ihn übergeben hätten, bevor es zu Kampfhandlungen kam, weil sie in Cortés einen erwarteten Herrscher gesehen hätten, der eines Tages wiederkommen würde. Damit konnte die Eroberung Mexikos als Niederschlagung eines aztekischen Aufstandes gedeutet werden und Cortés so der sicheren Todesstrafe für die nicht autorisierte Eroberung entgehen.

### Maya-Mythen
Unter dem Namen Kukulcan wurde Quetzalcoatl bei den Maya verehrt. Die Quiché-Indianer im Hochland von Guatemala nannten ihn Q'uq'umatz; er wird an verschiedenen Stellen im Popol Vuh erwähnt.

## Bilder

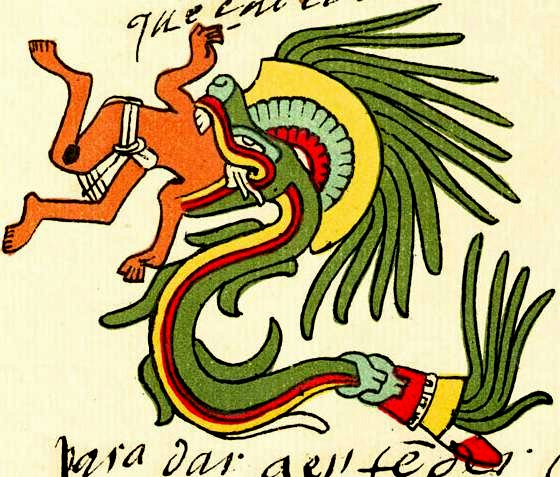
Quetzalcoatl als gefiederte Schlange im Codex Telleriano-Remensis
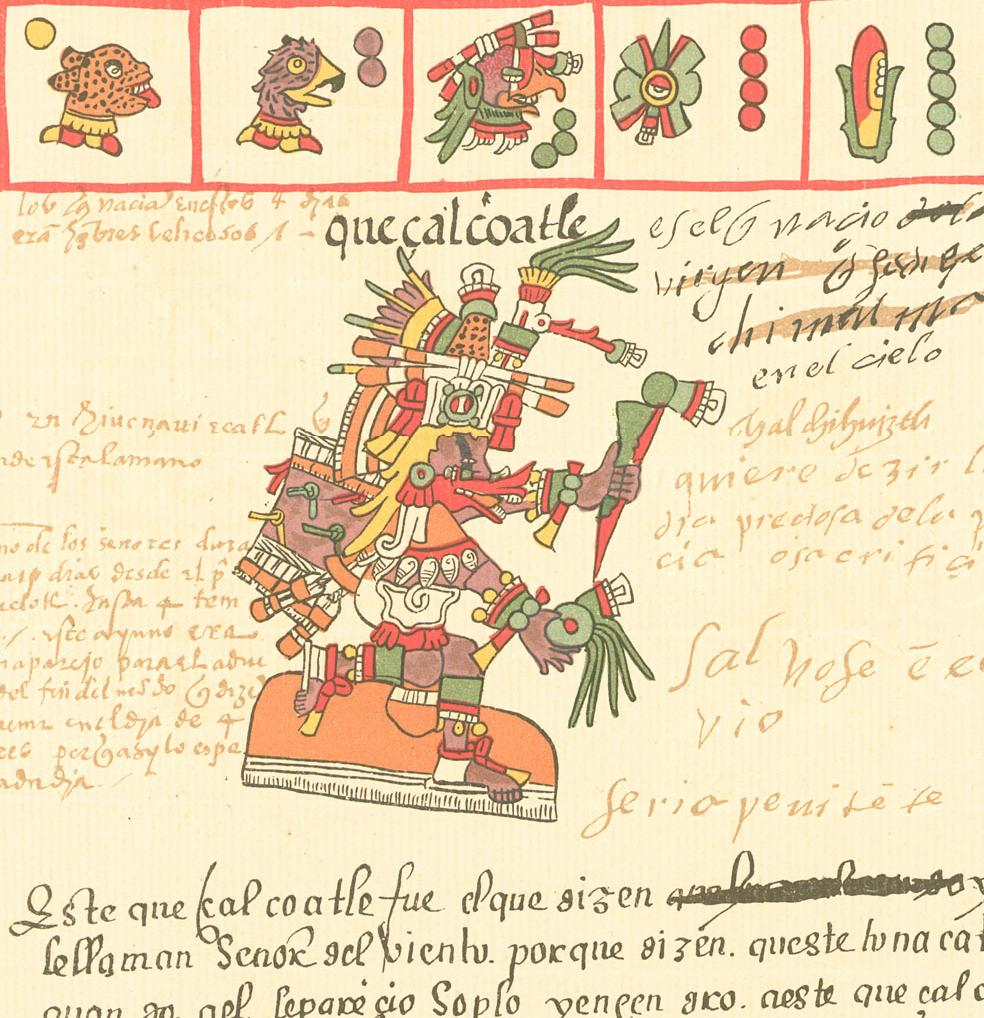
Quetzalcoatl im Codex Telleriano-Remensis
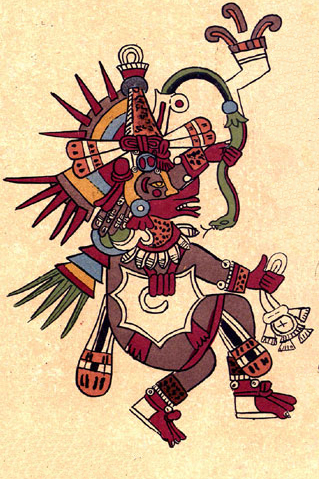
Quetzalcoatl im Codex Borbonicus
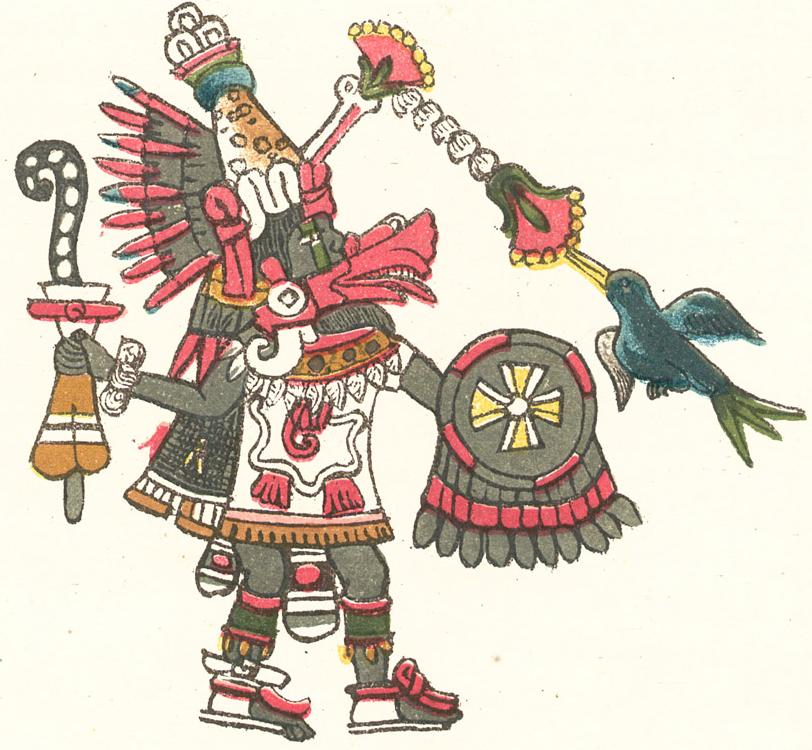
Quetzalcoatl im Codex Magliabechiano
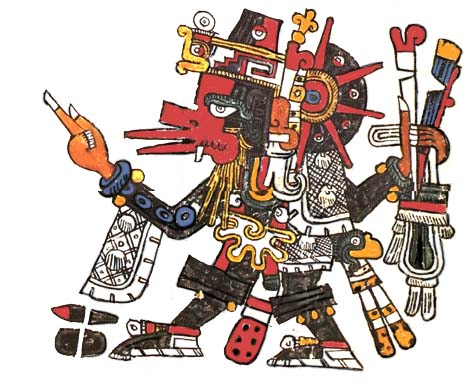
Quetzalcoatl im Codex Borgia

## Trivia
Quetzalcoatl ist eine der zentralen Figuren im Roman Die gefiederte Schlange (orig. The Plumed Serpent) von D. H. Lawrence. Nach ihm sind außerdem ein Asteroid sowie der oberkreidezeitliche Flugsaurier Quetzalcoatlus benannt, das größte bekannte flugfähige Tier der Erdgeschichte.